# Eisenbahnunfall von Bilinga
Bei dem Eisenbahnunfall von Bilinga entgleiste am 22. Juni 2010 zwischen Bilinga und Tchitondi in der Republik Kongo ein Personenzug der Chemin de fer Congo-Océan (CFCO), der von Pointe-Noire nach Brazzaville unterwegs war.

## Unfallhergang
Der Unfall geschah in einer Kurve, aus der vier Wagen des Zuges entgleisten. Die Personenwagen stürzten in eine Schlucht. 76 Menschen starben, mindestens 745 wurden darüber hinaus verletzt. Als Unfallursache wurde der mangelhafte Zustand des Oberbaus vermutet.